# Garutiit
Garutiit ist ein sehr selten vorkommendes Mineral aus der Mineralklasse der „Elemente (einschließlich natürliche Legierungen bzw. intermetallische Verbindungen, Carbide, Nitride, Phosphide und Silicide)“ mit der chemischen Zusammensetzung (Ni,Fe,Ir) und ist damit chemisch gesehen eine natürliche Legierung, genauer eine Intermetallische Verbindung aus Nickel, Eisen und Iridium. 
Garutiit kristallisiert im hexagonalen Kristallsystem, konnte jedoch bisher nur in Form von unregelmäßigen bis traubenförmigen, porösen Körnern (Kristalliten) bis etwa 110 μm entdeckt werden. Das Mineral ist in jeder Form undurchsichtig (opak) und weist auf den Oberflächen der stahlgrauen bis grauschwarzen Körner einen metallischen Glanz auf. In planpolarisiertem Licht erscheint Grautiit weiß. Seine Strichfarbe ist jedoch immer schwarz.

## Etymologie und Geschichte
Erstmals entdeckt wurde Garutiit 2008 bei einer Schwermineral-Analyse aus dem Nickelerz-Tagebau Loma Peguera (18° 59′ 24″ N, 70° 19′ 23″ W) etwa 11 km nordöstlich von Bonao in der Dominikanischen Republik. Die Erstbeschreibung erfolgte 2010 durch ein Forscherteam, bestehend aus Andrew M. McDonald, Joaquin A. Proenza, Federica Zaccarini, Nikolay S. Rudashevsky, Louis J. Cabri, Chris J. Stanley, Vladimir N. Rudashevsky, Joan C. Melgarejo, John F. Lewis, Francisco Longo und Ronald J. Bakker. 
Der Name wurde zu Ehren des österreichischen Professors Giorgio Garuti (* 1945) gewählt, um dessen Beiträge zum Verständnis der Mineralogie von Platingruppenelementen zu würdigen. Die vollständige Mineralbeschreibung und der gewählte Name wurde bei der International Mineralogical Association (IMA) zur Prüfung eingereicht (Eingangs-Nr. der IMA: 2008-055) und im Folgejahr der Entdeckung anerkannt.
Typmaterial, das heißt Mineralproben aus dessen Typlokalität Loma Peguera, werden im Mineralogischen Museum der Montanuniversität Leoben in Österreich unter der Katalog-Nr. 8241 aufbewahrt.

## Klassifikation
Da Garutiit erst 2008 von der International Mineralogical Association (IMA) als eigenständiges Mineral anerkannt wurde, ist er in der seit 2001 veralteten Systematik der Minerale nach Strunz (8. Auflage) nicht aufgeführt. Einzig im „Lapis-Mineralienverzeichnis“ von Stefan Weiß, das sich aus Rücksicht auf private Sammler und institutionelle Sammlungen noch nach der klassischen Systematik von Karl Hugo Strunz richtet, erhielt das Mineral die System-Nr. I/A.13-18.
Die 2001 von Strunz und Ernest Henry Nickel eingeführte und von der IMA verwendete 9. Auflage der Strunz’schen Mineralsystematik ordnet den Garutiit in die Klasse der „Elemente“ und dort in die Abteilung der „Metalle und intermetallische Verbindungen“ ein. Diese ist weiter unterteilt nach  den in der Verbindung vorherrschenden Metallen, die entsprechend ihrer verwandten Eigenschaften in Metallfamilien eingeteilt wurden. Garutiit ist hier entsprechend seiner Zusammensetzung in der Unterabteilung „Platin-Gruppen-Elemente (PGE)“ zu finden, wo er zusammen mit Hexaferrum, Osmium, Rutheniridosmin und Ruthenium die „Rutheniumgruppe“ mit der System-Nr. 1.AF.05 bildet.
Auch die vorwiegend im englischen Sprachraum gebräuchliche Systematik der Minerale nach Dana ordnet den Garutiit in die Klasse der „Elemente“ und dort in die gleichnamige Abteilung ein. Hier ist er zusammen mit Osmium, Ruthenium, Rutheniridosmin, Hexaferrum und Hexamolybdän in der „Osmiumgruppe (Raumgruppe P63/mmc)“ mit der System-Nr. 01.02.02 innerhalb der Unterabteilung „Elemente: Platingruppenmetalle und -legierungen“ zu finden.

## Chemismus
Bei insgesamt 42 Analysen an 27 Körnern mithilfe der Elektronenmikrosonde (siehe auch Elektronenmikroskop) wurde als chemische Zusammensetzung 27,91 % Nickel (Ni), 19,94 % Eisen (Fe), 43,78 % Iridium (Ir), 6,98 % Platin (Pt), 0,55 % Cobalt (Co), 0,43 % Kupfer (Cu), 0,50 % Ruthenium (Ru), 0,74 % Rhodium (Rh) und 0,67 % Osmium (Os) ermittelt (alle Angaben in Gewichts-%). Dies entspricht der empirischen Formel (Ni0.421Fe0.316Ir0.202Pt0.032Co0.008Cu0.006Rh0.006Ru0.004Os0.003)Σ1 oder vereinfacht (Ni,Fe,Ir).

## Kristallstruktur
Garutiit kristallisiert hexagonal in der Raumgruppe P63/mmc (Raumgruppen-Nr. 194) mit den Gitterparametern a = 2,6939 Å und c = 4,2732 Å sowie zwei Formeleinheiten pro Elementarzelle.

## Bildung und Fundorte
Garutiit bildet sich wahrscheinlich sekundär bei niedrigen Temperaturen während postmagmatischer Prozesse, wie beispielsweise bei der Serpentinisierung und/oder Lateritisierung. 
An seiner Typlokalität und bisher einzigem bekannten Fundort Loma Peguera (Stand 2017) wurde Garutiit in den Schwermineralkonzentraten podiformer Chromitit-Lagerstätten in ophiolitischen Gesteinen entdeckt, wo er in Paragenese mit Awaruit, eisenhaltigem Chromit, verschiedenen Mineralen der Chlorit- und Serpentingruppe, Hexaferrum, Irarsit, Laurit sowie gediegen Ruthenium vorkommt.